# 司马南
司马南（1956年6月22日—），本名，毕业于黑龙江商学院，中国共产党党员。
在1990年代主要从事反伪科学和揭露伪气功、假神医闻名，此后活跃于政治评论领域，以坚定支持中国共产党、毛泽东思想、强烈的中国民族主义及反美情绪而著称。现活跃于各个网络自媒体平台，并签约MCN机构。

## 生平

### 早年经历
1956年，司马南出生在黑龙江省，文革爆发后，上山下乡，司马南加入沈阳军区黑龙江生产建设兵团独立三团。1977年入学黑龙江商学院（现哈尔滨商业大学），并加入中国共产党。大学毕业后做过公务员、报社记者、电视节目主持人。

### 1990年代
1993年，客串了情景喜剧《我爱我家》。
1997年，作为《工人日报》诉讼代理人与神功大师沈昌打官司，两年后获全胜。
1998年，揭露胡万林。他在陕西终南山深入胡万林據點，发现其通过让病人大量的服用芒硝获取暴利，被胡的打手及病人两次围攻袭击。访谈中，司马南认为胡万林是一个病态自信的人，行为言语非常有特色，他的信徒对他极端崇拜，非常可怕。
1999年11月18日，司马南与美国魔术师詹姆斯·兰迪在中国科技会堂举行新闻发布会，宣布分别设奖金1000万人民币和110万美元悬赏拥有“特异功能”者，并表演了一些类似“特异功能”的魔术。

### 2000年代
2003年，因为对中国的基层政权运作感兴趣，司马南以独立身份参选北京东城区人大代表并获选。由于在人大会议上投弃权票及反感领导作风等原因，在任期结束后未再参选第二届。
2006年3月17日，《燕赵都市报》发出一则“灵寿农民培训孩子绝活 声称敢于叫板司马南”的报道，文中称：河北省灵寿县31岁的农民马承杰自述经他培训，自己的儿子和两个侄女都掌握了蒙眼辨物、识字和过目不忘、倒背如流的特殊本领。3月20日，司马南回应称“蒙眼识字”为障眼法。3月31日，司马南发表《司马南致河北农民马承杰的公开信》应战。3月26日，方舟子撰文《“耳朵认字”又来了》作评，该文以《方舟子：耳朵认字又来了 声称要叫板司马南》为题于29日在《北京科技报》发表。4月12日的采访中，小红（化名）被外套蒙住头后，“蒙眼读报”功能失灵。4月17日，司马南在新语丝发表《我为什么决定破例接招儿？》，并在文中公布叫板短信全文。4月24日，马承杰通过《燕赵都市报》否认超能力，“不会去北京了”。此次叫阵一度成为新闻热点，亦入选《北京科技报》评出的“2006年中国十大科技骗局”。
2009年起，司马南曾向时任总理温家宝等举报在民源大厦项目用地项目（现建成光华路SOHO2）上，任志强向潘石屹输送巨大利益，导致国有资产流失，但没有收到明确的反馈信息。2013年，任志强公开否认了此事，并辱骂司马南“不如猪，是个‘不看书，不看报’的专职造假者，谣言制造者”。2020年7月23日，任志强因严重违纪违法被开除党籍。纪委的决定中，包含“不正确履行职责给国有资产造成重大损失”的说法。

### 2010年代
司馬南在2011年4月和當時的《環球時報》编委王文，出席一個由四月網主辦，名為「四月青年會客廳」的網絡視頻節目。節目中，司馬南等三位主持人均認為艾未未成為「著名」藝術家，是出於西方世界和內地的南方報系對其「反華」主張的追捧，更稱「艾未未們若得逞，中國會更糟」。司馬南更在該訪談節目称艾未未拿「国外的钱」搞政治：
|  | 十三亿人在资源瓶颈这么厉害的情况下，在虎狼环伺的世界上，在中国民族六十年刚刚呈现往上走的时候，我们听你大胡子艾未未的，跟着你上街，闹街头政治，中国老百姓日子过好了？凭什么呀。也可能小孩一听你，脑子跟着一热。反正像我这样的，50岁的小老头，我凭我常识我就判断，艾未未你小子可以脱裤子搞你的裸体艺术，但是你那个政治是不靠谱的。更何况你拿着国外的钱干这种事，不明不白啊。 |

艾未未母亲高瑛在接受訪問時表示，如果司马南知道艾未未有做過不法行为，应早向国家举报，而不是在艾未未已经被警方拘捕，无法回应时才「泼脏水」。此外艾未未涉及嫌疑為欠款問題，並無外國可疑收入。她要求司马南拿出证据，又認為自己的儿子艾未未堂堂正正，以自己劳动，换取金钱来創作自己的艺术作品，除非有充分證據證明艾未未曾無償拿外国的钱，否则不排除以法律手段追究责任。艾未未于2011年11月20日在推特上公布了司马南的手机号和家庭住址。另外有人表示，司馬南稱艾未未「早年間沒名，在美國混了十幾年沒名堂。但是，2008年突然間聲譽鵲起」的言論為不實，艾未未在2008年以前的中國藝術界，已是名聲顯赫，不论是他的《葵花籽》还是他的“人格魅力”都让他受到很多人尊重。
2012年1月20日，司马南出访美国旅行期间发生意外，被滚梯与悬墙间未设任何防护的夹角卡住头颈。因此得“司马夹头”别名。此次出行美国受伤，因為其以極端反美、反西方價值觀的言論聞名，網上多有嘲諷言論。2012年2月中，司马南在基本康复后，从美国回到中国国内接受媒体采访时并对深圳卫视也涉及传播攻击他的谣言表达不满。3月中，司马南在接受多家媒体的采访中，强调自2012年1月以来的强加于其个人的“反美斗士”、“号称‘反美是工作去美国是生活’”、“家人转移财产”、“婚变”、“潜逃出国”、“家人收受特定政治人物资助”等等说法不实，他不鼓勵無端反美、抵制美國精神的民族主義言論，并且表示近期其个人言论受到官方一些限制和有意的删除。
2012年10月7日，司马南在海南大学演讲時，被现场一名自称海南大学学生的男子扔鞋，随后丢鞋者被多名安保人员带走。
2013年7月，揭露“气功大师”王林，引发网络热议。
2017年6月，司马南被中国人民大学继续教育学院聘为教授，引發校友強烈不滿，三天後人大发出解聘令。

### 2020年代
2021年11月，司马南连发7个视频质疑联想集团有贱卖国有资产、资不抵债存爆雷风险、被泛海控股大量控股、管理高层多半為外国人等问题。
2022年8月，司马南被曝光2010年在美国加州以25.7万美元买房，截至2022年已经升值为58万美元。司马南在个人微博录制视频称，他坦承此事為真，不過没绿卡、房子交给人打理，家人没居住等。他後續還說美國社會跟政府不一樣，無需極端反美，胡錫進也同為他緩頰，沒有違法在美投資是其個人權利。高瑜接受媒体采访时表示，胡锡进、司马南这些人等于是中国的“公知”，但是这种“公知”是带着引号的，当然不属于现在一些被封杀的“公知”。司马南在美国买房子投资，老婆小孩到美国，在国内还要装出一副爱国的样子来愚弄网民、带风向。
8月20日，其新浪微博賬號、今日頭條賬號、B站賬號、抖音賬號被突然禁言。司马南被禁言后，其平台帐号最后更新时间均停留在了8月19日17时许，因其在被禁言前发布的最后一个视频是向公安部、中央网信办实名举报“联想花钱操控舆论”而被广泛怀疑此次禁言与联想等涉事资本集团有一定或很大的关系。但是因平台与官方均未就此次禁言进行任何解释，所以具体的原因尚无法得知。在被中国网络平台禁言后，他仍允許继续用YouTube频道发布视频。此次禁言後已解除。
2023年7月4日，經常批评美国及其外交政策的司马南参加了美国驻华大使馆的美國独立日晚宴，引发网民批评。就在参加大使馆晚宴的前几天，他在社交媒体上批评美国考虑给乌克兰运送有争议的集束炸弹是“反人类行为”。
2023年7月19日，《中共中央国务院关于促进民营经济发展壮大的意见》文件发布，此后网络上出现了要求官方处理司马南的声音，司马南在全网的账号也自7月27日起停更半个月。2024年11月，司马南的社交媒体账户被封禁一年，被禁原因尚不清晰。
2025年3月21日，国家税务总局北京市税务局稽查局通报，司马南在2019年至2023年期间，通过隐匿收入、虚假申报等手段，少缴个人所得税、增值税等税费共计462.43万元（人民币，下同）。此外，其实控企业北京某影视策划中心通过虚列成本费用，违规享受小微企业优惠政策等方式，少缴企业所得税75.32万元。该局依法对司马南及其实控企业追缴税费款，加收滞纳金、罚款共计926.94万元，已全部入库。司马南回应媒体时称，将“低头认罪，诚恳检讨，不求原谅”。

## 政治主张
司马南主张中国民族主义和毛泽东思想，多次在乌有之乡、强国论坛上发表文章抨击普世价值，表示支持重庆模式，被称为极左派或新左派。2013年1月，司马南做客美国之音《焦点对话》节目，陈破空指司马南一类中国左派跟日本右翼非常相似，都主张复古、排外、尊王攘夷、反欧反美反西方、反普世价值等，司马南当即回应称他“不认为自己是左派”，自我定位是“爱国派、中华民族利益最大派”。
据司马南自述，他的政治立场经历过一个转变过程。在当选人大代表前，司马南觉得民主“简直好到了完美无缺”，而这段经历让他感到“中国要傻子过年瞧街坊式的，一味按西方民主制度那一套玩意儿来治理，必定天下大乱。”
2012年4月，司马南受朝鲜民主主义人民共和国邀请参加金日成诞辰100周年庆典，并且被朝鲜方面请上观礼台，观礼结束后参加了金日成广场上的大规模跳舞典礼。离开朝鲜后，司马南在接受《时代周刊》采访时表示“朝鲜人民今天下决心要把两弹一星搞出来，这和上世纪60年代的中国的精神是一致的。”他接受韩联社专访时称“白头山血统比马列主义更容易被人接受”，又说“政治上的白头山血统与经济上的改革开放可以共存，就好像沙特酋长制、日本天皇制可以与市场经济共存一样。”
2011年6月至7月，司马南多次前往重庆会见重庆市副市长兼公安局局长王立军，并表示“重庆是中国社会主义的希望”。2012年发生薄熙来事件后，司马南在微博上表示薄熙来是一个“非常有风度”的人，又说他“这种表现一定让很多人不舒服”。后接受美国之音采访时，司马南仍表示同情重庆模式和唱红打黑，称其有“正能量”。2013年习近平提出“中国梦”后，司马南接受央视网专访表示“实现‘中国梦’是13亿中国人的最大共识，也是几代中国人的百年梦想。”

## 作品

### 影视
| 年份   | 中文名称         | 角色                   | 合作演员             | 导演           | 备注 |
| ------ | ---------------- | ---------------------- | -------------------- | -------------- | ---- |
| 1992年 | 《我爱我家》     | 司马大师               | 宋丹丹、杨立新、梁天 | 英达           |      |
| 1995年 | 《爸爸》         | 气功大师               | 冯小刚               | 王朔           |      |
| 1997年 | 《老窦酒吧》     | 他自己                 | 窦文涛、叮当         |                |      |
| 1999年 | 《大赢家》       | 总经理                 | 刘沙白               |                |      |
| 2007年 | 《高考一家亲》   | 中国社科院历史所研究员 |                      |                |      |
| 2009年 | 《派出所的故事》 | 迟临风                 | 姜超、毛孩           | 洪剑涛         |      |
| 2009年 | 《徐悲鸿》       | 岩下次郎               | 刘晓庆、吴刚、葛存壮 | 王好为、李晨声 |      |
| 2009年 | 《投资》         | 胡腾                   | 李琦                 | 盛石头         |      |
| 2009年 | 《梦想在你身边》 | 老罗                   | 方青卓               | 江小鱼         |      |
| 2011年 | 《抬头见喜》     | 孙主任                 | 张国立、洪剑涛       | 李三林         |      |

### 书籍
- . 经济科学出版社. 2011年: 400. ISBN 9787514101522 （中文（中国大陆））.
- （中文（中国大陆））.
- （中文（中国大陆））.
- （中文（中国大陆））.